# Sandy Petersen
Sandy Petersen (ur. 16 września 1955 w Saint Louis) – amerykański projektant gier komputerowych i fabularnych.
Studiował zoologię na Uniwersytecie Kalifornijskim w Berkeley. Pracował m.in. dla Chaosium, MicroProse i id Software. Współtworzył gry z serii Age of Empires oraz popularne first-person shootery jak: Doom, Doom II: Hell on Earth czy Quake. Jest również autorem gier fabularnych – m.in. Zew Cthulhu czy RuneQuest.